# 克里斯蒂娜·涅斯特林格
克里斯蒂娜·涅斯特林格（德語：Christine Nöstlinger，1936年10月13日—2018年6月28日），奥地利儿童文学作家，1984年国际安徒生作家奖得主。

## 生平
1936年出生于维也纳的一个工人阶级家庭，父亲是錶匠，母亲在幼儿园工作。父母在1933年至1945年间“国家民族社会主义”德国下受到了社会主义思想的熏陶，涅斯特林格深受父母影响。幼年的她更依赖于父亲，与母亲的关系非常微妙。高中毕业后，她进入維也納應用藝術大學学习商业广告美术。1959年结婚，生有2个孩子。
自1970年以来，她开始创作并出版儿童书籍，并在奧地利廣播集團编写儿童故事，主持广播节目。
2015年5月，她在毛特豪森－古森集中营解放70周年纪念日上发表演讲，表达了对种族主义暴力行为的控诉。2010年被检查出患有子宫癌，2009年被检查出乳腺癌。她还因长期吸烟患有慢性阻塞性肺病。
2018年7月13日被埋葬在黑尔纳尔斯墓地。根据遗愿，在完成下葬之后，出版社才对外公布了她逝世的消息。

## 荣誉
涅斯特林格一生不仅获得了德国儿童文学奖、奥地利国家儿童文学奖、苏黎世儿童文学奖等众多奖项，还在1984年获国际安徒生奖，2003年获阿斯特丽德·林格伦纪念奖。
她的作品被译成数十种语言，不少小说被改编为电影，在许多国家上映。她的一些作品还被选入德语国家的中小学课本。

## 中文译本
国际大奖小说丛书
- 涅斯特林格. . 国际大奖小说丛书. 由杨立翻译. 新蕾出版社. 2006年6月. ISBN 9787530737859.
- 涅斯特林格. . 国际大奖小说丛书. 由杨立翻译. 新蕾出版社. 2008年1月. ISBN 9787530741276.
- 涅斯特林格. . 国际大奖小说丛书. 由施珉翻译. 新蕾出版社. 2012年3月. ISBN 9787530752852.
- 涅斯特林格. . 国际大奖小说丛书. 由陈琦翻译. 新蕾出版社. 2016年6月. ISBN 9787530764121.

其他
- 内斯特林格. . 国际安徒生奖作家作品选. 由赵燮生翻译. 中国少年儿童出版社. 1991年. ISBN 9787500711889.
- 涅斯特林格. . 由任溶溶翻译. 志文. 1995年4月. ISBN 9789575456030.
- 涅斯特林格. . 世界儿童文学十大名著. 由韦苇翻译. 福建少年儿童出版社. 1997年10月. ISBN 9787539515359.
- 涅斯特林格. . 国际安徒生奖获奖作家书系. 由杨立翻译. 河北少年儿童出版社. 2000年5月. ISBN 9787537620031.
- 涅斯特林格. . 涅斯特林格优秀幻想小说. 由施珉翻译. 人民文学出版社. 2003年1月. ISBN 9787020040506.
- 克莉絲汀·內斯特林格. . 由唐陳翻译. 新苗. 2004年5月. ISBN 9789574511556.
- 涅斯特林格. . 由湘雪翻译. 二十一世纪出版社. 2011年6月. ISBN 9787539163130.
- 涅斯特林格. . 由莫光华翻译. 接力出版社. 2012年1月. ISBN 9787544822701.